# Francisco de Barros Morais Araújo Teixeira Homem
Francisco de Barros Morais Araújo Teixeira Homem (Chaves — Chaves, ca. 1792) foi um militar e administrador colonial português.

## Biografia
Por decreto de 31 de dezembro de 1778, foi promovido a brigadeiro. Foi depois governador da Capitania de Santa Catarina, no Brasil, de 5 de julho de 1779 a 7 de junho de 1786.

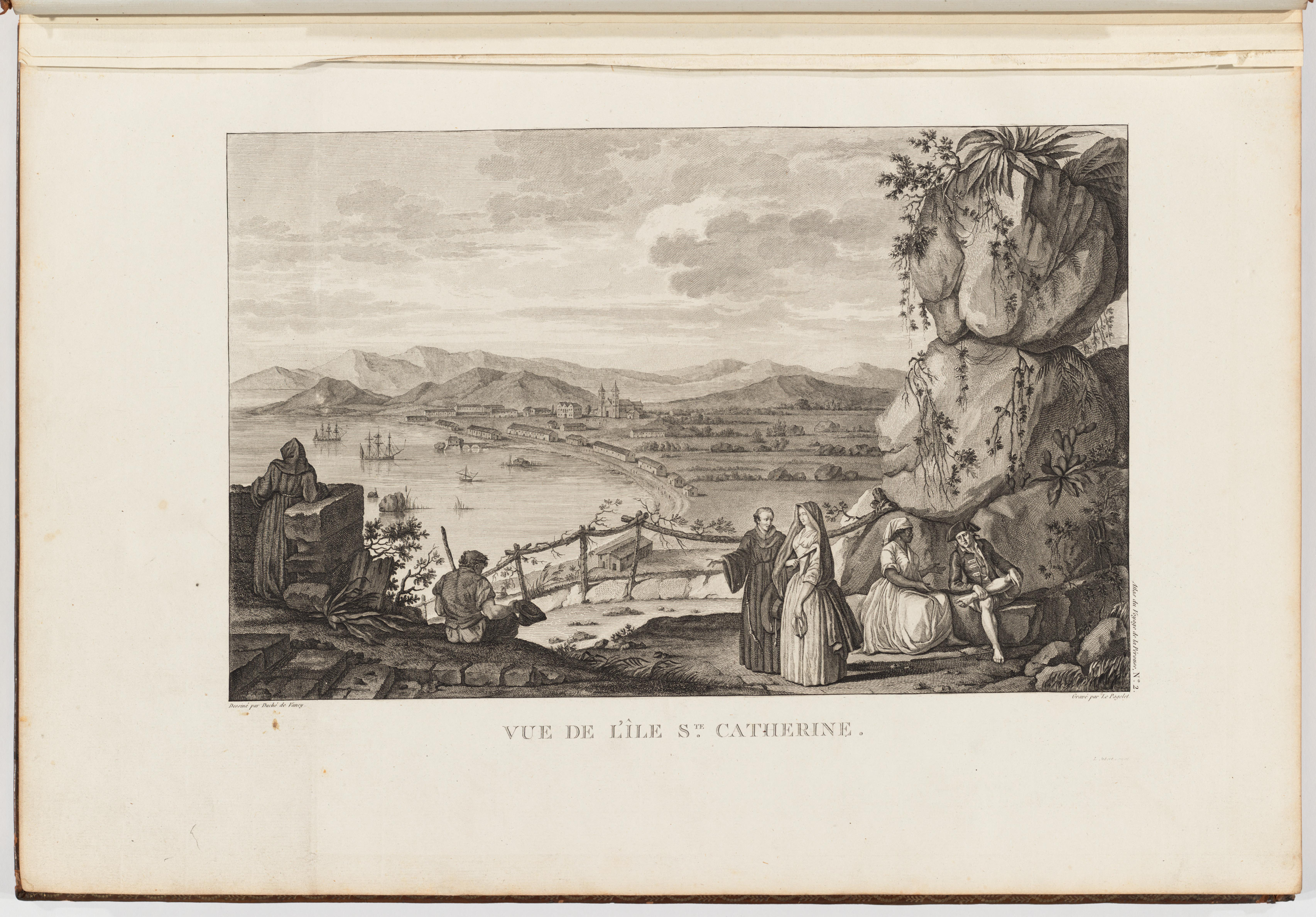
Vista da Ilha de Santa Catarina em 1785, durante o seu mandato

Durante a sua estada neste território reconstruiu a vila, assolada por inúmeras batalhas, construiu o Hospital da Misericórdia e deu grande incremento à atividade comercial. O seu regresso a Portugal Continental verificou-se em 1790 e no ano seguinte, por decreto de 3 de fevereiro de 1791, foi nomeado Marechal de Campo.
Escreveu a Breve Instrução Militar Sobre Infantaria, editada em Lisboa em 1761. A Gazeta Literária do mês de fevereiro de 1762 dedica-lhe um artigo.